# 秋北新聞
秋北新聞（しゅうほくしんぶん）とは、秋北新聞社が発行する日刊紙である。

## 概要
北秋田市と上小阿仁村を購読エリアとするローカル紙で、朝刊のみ発行している。
サイズはブランケット判で、通常印刷は4ページで、最高総印刷は元日新年号の40ページである。
毎週月曜日休刊。

### 本社
秋田県北秋田市米代町1番48号

## 沿革
- 1924年（大正13年）12月15日 - 創刊[1]

## 紙面
天気予報・大館能代空港の航空券情報・今日の運勢・北秋田警察署管内の交通事故発生状況・健康歳時記・夜間診療当番医日程・手形交換枚数などを掲載している。
テレビ欄
NHK秋田放送局・NHK Eテレ・ABS秋田放送テレビ・AKT秋田テレビ・AAB秋田朝日放送・NHK BS1・NHK BSプレミアムの番組表と、主な番組の紹介を掲載している。